# Pete Duel
Pete Duel, nato Peter Ellstrom Deuel (Rochester, 24 febbraio 1940 – Hollywood, 31 dicembre 1971), è stato un attore statunitense.
Noto per aver recitato nella serie TV western Due onesti fuorilegge (1971-1973), si suicidò a soli 31 anni.

## Filmografia parziale

### Cinema
- W.I.A. Wounded in Action, regia di Irving Sunasky (1966)
- I contrabbandieri del cielo (The Hell with Heroes), regia di Joseph Sargent (1968)
- Noi due a Manhattan (Generation), regia di George Schaefer (1969)
- 4 per Cordoba (Cannon for Cordoba), regia di Paul Wendkos (1970)

### Televisione
- Combat! – serie TV, un episodio (1964)
- Twelve O'Clock High – serie TV, 2 episodi (1964-1965)
- Gidget – serie TV, 23 episodi (1965-1966)
- Amore in soffitta (Love on a Rooftop) – serie TV, 30 episodi (1966-1967)
- F.B.I. (The F.B.I.) – serie TV, 2 episodi (1965-1967)
- Ironside – serie TV, un episodio (1968)
- Il virginiano (The Virginian) – serie TV, 2 episodi (1968-1969)
- Los Angeles: ospedale nord (The Interns) – serie TV, un episodio (1970)
- Giovani avvocati (The Young Lawyers) – serie TV, episodio 1x07 (1970)
- Marcus Welby (Marcus Welby, M.D.) – serie TV, 2 episodi (1969-1971)
- The Psychiatrist – serie TV, 2 episodi (1970-1971)
- Reporter alla ribalta (The Name of the Game) – serie TV, 2 episodi (1968-1971)
- The Scarecrow – film TV (1972)
- Due onesti fuorilegge (Alias Smith and Jones) – serie TV, 33 episodi (1971-1972)

## Doppiatori italiani
Nelle versioni in italiano delle opere in cui ha recitato, Peter Duel è stato doppiato da:
- Carlo Sabatini in Amore in soffitta
- Adolfo Fenoglio in Due onesti fuorilegge